# Division IIB du Championnat du monde de hockey sur glace 2019
Navigation
Division IIB en 2018 Division IIB en 2020
Le tournoi de la Division IIB du Championnat du monde de hockey sur glace 2019 se déroule à Santiago de Querétaro au Mexique du 21 au 27 avril 2019.
| \| Localisation de Santiago de Querétaro au Mexique. \| Localisation de Santiago de Querétaro au Mexique. |
| Localisation de Santiago de Querétaro au Mexique.                                                         |

## Format de la compétition
Le Championnat du monde de hockey sur glace est un ensemble de plusieurs tournois regroupant les nations en fonction de leur niveau. Les meilleures équipes disputent le titre dans la Division Élite. Cette Division regroupe 16 équipes réparties en deux groupes de 8 qui disputent un tour préliminaire. Les 4 premiers de chaque groupe sont qualifiés pour les quarts de finale et les derniers sont relégués en Division IA à l'exception de la Suisse, organisatrice de l'édition 2020, qui ne peut être reléguée même si elle termine à la dernière place du groupe B.
Pour les autres divisions qui comptent 6 équipes, les équipes s’affrontent entre elles et, à l'issue de cette compétition, le premier est promu dans la division supérieure et le dernier est relégué dans la division inférieure. 
En Qualification pour la Division III, le vainqueur est promu en Division III.
Lors des phases de poule, les points sont attribués ainsi :
- 3 points pour une victoire dans le temps réglementaire ;
- 2 points pour une victoire en prolongation ou aux tirs de fusillade ;
- 1 point pour une défaite en prolongation ou aux tirs de fusillade ;
- aucun point pour une défaite dans le temps réglementaire.

## Officiels
La fédération internationale a désigné 4 arbitres et 7 juges de lignes pour officier lors de la compétition :
| Arbitres                                                               | Juges de ligne |
| ---------------------------------------------------------------------- | --- |
| - Benas Jakšys - Tomasz Radzik - Andrew Thackaberry - Tim Tzirtziganis | \| - Anže Bergant - Sergio Biec - Tomáš Brejcha - Justin Cornell \| - Lasse Dahlerup - Marc-Henri Progin - Sem Ramirez \| |
| - Anže Bergant - Sergio Biec - Tomáš Brejcha - Justin Cornell          | - Lasse Dahlerup - Marc-Henri Progin - Sem Ramirez                                                                        |

## Matches
| 21 avril | Israël | 6-3 (2-1, 2-1, 2-1) | Islande | Sante Fe Ice Rink 750 spectateurs |

| Feuille de match | Feuille de match | Feuille de match                    | Feuille de match | Feuille de match                                                                     |
| ---------------- | --- | ----------------------------------- | --- | ------------------------------------------------------------------------------------ |
|                  | Ben Tiv (Frenkel, Halpert) — 7 min 26 s - Mazour (Klein, Frenkel) — 14 min 23 s Vernyy — 21 min 36 s Mazour (Kozevnikov) — 36 min 23 s (SN) - Halpert (Sherbatov) — 58 min 28 s (CV) R. Aharonovich — 59 min 46 s (CV) | 1-0 1-1 2-1 3-1 4-1 4-2 4-3 5-3 6-3 | - Jakobsson (Atlason, Knútsson) — 9 min 22 s - Atlason (Knútsson, Sigurðsson) — 39 min 25 s Sigurðsson (Orongan) — 57 min 45 s - | Arbitrage : Andrew Thackaberry Juges de lignes : Justin Cornell et Marc-Henri Progin |
| Tichon           | Gardiens | Hedström                            | | Arbitrage : Andrew Thackaberry Juges de lignes : Justin Cornell et Marc-Henri Progin |
| 6 min            | Pénalités | 24 min                              | | Arbitrage : Andrew Thackaberry Juges de lignes : Justin Cornell et Marc-Henri Progin |
| 40               | Tirs | 32                                  | | Arbitrage : Andrew Thackaberry Juges de lignes : Justin Cornell et Marc-Henri Progin |

| 21 avril | Géorgie | 4-9 (2-2, 2-3, 0-4) | Corée du Nord | Sante Fe Ice Rink 753 spectateurs |

| Feuille de match | Feuille de match | Feuille de match                                    | Feuille de match | Feuille de match                                                           |
| ---------------- | --- | --------------------------------------------------- | --- | -------------------------------------------------------------------------- |
|                  | Kozyulin (Obolgogiani) — 5 min 8 s - Vasilchenko (Zhuzhunashvili) — 18 min 9 s Kochkin (Zhuzhunashvili) — 22 min 40 s (IN) Kharizov (Tsomaia) — 23 min 51 s - | 1-0 1-1 1-2 2-2 3-2 4-2 4-3 4-4 4-5 4-6 4-7 4-8 4-9 | - Hong — 8 min 36 s Kang M. (Kang I., Ryu) — 9 min 17 s (SN) - Hong (Kang M.) — 24 min 42 s Ri K. (Kang M., Ryu) — 36 min 16 s Hong (Kang I., Kim H.) — 37 min 18 s Ri S. (Kang I.) — 44 min 3 s Ri S. (Kang I.) — 46 min 10 s An (Hong, Kim Kw.) — 52 min 34 s (SN) Hong (Kim Kw.) — 53 min 57 s | Arbitrage : Tim Tzirtziganis Juges de lignes : Anže Bergant et Sem Ramírez |
| Ilyenko          | Gardiens | Pak Il (22 min 40 s) Jo (37 min 20 s)               | | Arbitrage : Tim Tzirtziganis Juges de lignes : Anže Bergant et Sem Ramírez |
| 53 min           | Pénalités | 14 min                                              | | Arbitrage : Tim Tzirtziganis Juges de lignes : Anže Bergant et Sem Ramírez |
| 40               | Tirs | 40                                                  | | Arbitrage : Tim Tzirtziganis Juges de lignes : Anže Bergant et Sem Ramírez |

| 21 avril | Nouvelle-Zélande | 7-2 (4-1, 3-1, 0-0) | Mexique | Sante Fe Ice Rink 1 250 spectateurs |

| Feuille de match | Feuille de match | Feuille de match                            | Feuille de match                                                    | Feuille de match                                                         |
| ---------------- | --- | ------------------------------------------- | ------------------------------------------------------------------- | ------------------------------------------------------------------------ |
|                  | Eaden (Heyd, Lee) — 3 min 4 s - Strayer (Polozov, Amston) — 10 min 31 s (SN) Challis (Lee, Eaden) — 19 min 13 s (SN) Cox (Eaden, Schneider) — 19 min 46 s - Schneider (Strayer, Polozov) — 23 min 10 s (SN) Amston — 32 min 36 s (SN) Cox (Schneider, Polozov) — 38 min 50 s | 1-0 1-1 2-1 3-1 4-1 4-2 5-2 6-2 7-2         | - Majul (Cruz) — 3 min 43 s - Gómez (Sierra, Pérez) — 20 min 50 s - | Arbitrage : Tomasz Radzik Juges de lignes : Sergio Biec et Tomáš Brejcha |
| Parry            | Gardiens | de la Garma (40 min) S. de la Vega (20 min) |                                                                     | Arbitrage : Tomasz Radzik Juges de lignes : Sergio Biec et Tomáš Brejcha |
| 16 min           | Pénalités | 20 min                                      |                                                                     | Arbitrage : Tomasz Radzik Juges de lignes : Sergio Biec et Tomáš Brejcha |
| 44               | Tirs | 24                                          |                                                                     | Arbitrage : Tomasz Radzik Juges de lignes : Sergio Biec et Tomáš Brejcha |

| 22 avril | Islande | 8-0 (4-0, 3-0, 1-0) | Corée du Nord | Sante Fe Ice Rink 100 spectateurs |

| Feuille de match | Feuille de match | Feuille de match                | Feuille de match | Feuille de match                                                       |
| ---------------- | --- | ------------------------------- | ---------------- | ---------------------------------------------------------------------- |
|                  | Leifsson (Mikaelsson) — 1 min 18 s Račanský (Knútsson) — 2 min 34 s (IN) Mikaelsson (Leifsson, Sigrunarson) — 8 min 34 s (SN) Račanský (Orongan, Sigurðsson) — 12 min (SN) Leifsson — 24 min 52 s (TP) Leifsson — 30 min 46 s Sigurðsson — 36 min 44 s Sigurðsson (Pålsson) — 51 min 13 s | 1-0 2-0 3-0 4-0 5-0 6-0 7-0 8-0 | -                | Arbitrage : Benas Jakšys Juges de lignes : Anže Bergant et Sergio Biec |
| Hedström         | Gardiens | Pak Il (20 min) Jo (40 min)     |                  | Arbitrage : Benas Jakšys Juges de lignes : Anže Bergant et Sergio Biec |
| 20 min           | Pénalités | 20 min                          |                  | Arbitrage : Benas Jakšys Juges de lignes : Anže Bergant et Sergio Biec |
| 58               | Tirs | 15                              |                  | Arbitrage : Benas Jakšys Juges de lignes : Anže Bergant et Sergio Biec |

| 22 avril | Nouvelle-Zélande | 3-5 (1-1, 0-2, 2-2) | Israël | Sante Fe Ice Rink 208 spectateurs |

| Feuille de match | Feuille de match                                                                                          | Feuille de match                | Feuille de match | Feuille de match                                                                |
| ---------------- | --- | ------------------------------- | --- | ------------------------------------------------------------------------------- |
|                  | - Schneider (Strayer, Cox) — 17 min 12 s (SN) - Heyd (Eaden, Craig) — 46 min 9 s - Amston — 51 min 26 s - | 0-1 1-1 1-2 1-3 2-3 2-4 3-4 3-5 | Kozhevnikov — 8 min 16 s - Frenkel (Klein) — 28 min 59 s Kozhevnikov — 38 min 33 s - Kozhevnikov (Kozevnikov, Geller) — 47 min 4 s (SN) - Sherbatov — 59 min 55 s (CV) | Arbitrage : Tim Tzirtziganis Juges de lignes : Justin Cornell et Lasse Dahlerup |
| Parry            | Gardiens                                                                                                  | Tichon                          | | Arbitrage : Tim Tzirtziganis Juges de lignes : Justin Cornell et Lasse Dahlerup |
| 4 min            | Pénalités                                                                                                 | 12 min                          | | Arbitrage : Tim Tzirtziganis Juges de lignes : Justin Cornell et Lasse Dahlerup |
| 31               | Tirs | 35                              | | Arbitrage : Tim Tzirtziganis Juges de lignes : Justin Cornell et Lasse Dahlerup |

| 22 avril | Mexique | 2-3 (1-1, 0-1, 1-1) | Géorgie | Sante Fe Ice Rink 798 spectateurs |

| Feuille de match | Feuille de match                                                                   | Feuille de match    | Feuille de match                                                                                          | Feuille de match                                                                    |
| ---------------- | ---------------------------------------------------------------------------------- | ------------------- | --- | ----------------------------------------------------------------------------------- |
|                  | - Pérez (Majul, Hagermann) — 13 min 17 s (SN) - Majul (Gómez, Sierra) — 48 min 7 s | 0-1 1-1 1-2 1-3 2-3 | Vasilchenko — 11 min 24 s - Vasilchenko — 27 min 11 s Vasilchenko (Obolgogiani, Kozyulin) — 46 min 28 s - | Arbitrage : Andrew Thackaberry Juges de lignes : Tomáš Brejcha et Marc-Henri Progin |
| de la Garma      | Gardiens                                                                           | Ilyenko             | | Arbitrage : Andrew Thackaberry Juges de lignes : Tomáš Brejcha et Marc-Henri Progin |
| 18 min           | Pénalités                                                                          | 6 min               | | Arbitrage : Andrew Thackaberry Juges de lignes : Tomáš Brejcha et Marc-Henri Progin |
| 37               | Tirs                                                                               | 35                  | | Arbitrage : Andrew Thackaberry Juges de lignes : Tomáš Brejcha et Marc-Henri Progin |

| 24 avril | Nouvelle-Zélande | 6-2 (2-2, 2-0, 2-0) | Géorgie | Sante Fe Ice Rink 100 spectateurs |

| Feuille de match | Feuille de match | Feuille de match                | Feuille de match                                                                               | Feuille de match                                                      |
| ---------------- | --- | ------------------------------- | ---------------------------------------------------------------------------------------------- | --------------------------------------------------------------------- |
|                  | - Craig (Lee) — 10 min 14 s Gavoille (Challis) — 11 min 47 s - Eaden (Challis) — 31 min 35 s (SN) Lee (Challis, Craig) — 35 min 24 s (SN) Heyd (Challis, Lee) — 47 min 32 s (SN) Eaden (Heyd) — 52 min 35 s | 0-1 1-1 2-1 2-2 3-2 4-2 5-2 6-2 | Kozyulin (Zhuzhunashvili) — 30 s - Kurbatov (Zhuzhunashvili, Obolgogiani) — 14 min 16 s (SN) - | Arbitrage : Benas Jakšys Juges de lignes : Sergio Biec et Sem Ramírez |
| Parry            | Gardiens | Ilyenko                         |                                                                                                | Arbitrage : Benas Jakšys Juges de lignes : Sergio Biec et Sem Ramírez |
| 10 min           | Pénalités | 10 min                          |                                                                                                | Arbitrage : Benas Jakšys Juges de lignes : Sergio Biec et Sem Ramírez |
| 34               | Tirs | 34                              |                                                                                                | Arbitrage : Benas Jakšys Juges de lignes : Sergio Biec et Sem Ramírez |

| 24 avril | Israël | 9-3 (2-1, 4-1, 3-1) | Corée du Nord | Sante Fe Ice Rink 210 spectateurs |

| Feuille de match | Feuille de match | Feuille de match                                | Feuille de match                                                                                           | Feuille de match                                                               |
| ---------------- | --- | ----------------------------------------------- | --- | ------------------------------------------------------------------------------ |
|                  | Mazour (Sherbatov, Kozhevnikov) — 3 min 8 s (SN) - Sherbatov — 9 min 44 s - Kozhevnikov (Frenkel) — 24 min 55 s Sherbatov (Hoffman) — 32 min 28 s (IN) Halpert (Kozhevnikov, Frenkel) — 36 min 2 s Sherbatov — 37 min 52 s (TP) Frenkel (Klein, Sherbatov) — 49 min 50 s Geller (Ben Tov) — 52 min 53 s - Frenkel (Kozhevnikov) — 59 min 15 s | 1-0 1-1 2-1 2-2 3-2 4-2 5-2 6-2 7-2 8-2 8-3 9-3 | - Hong (Kang I., An) — 4 min 55 s (SN) - Kim H. (Hong) — 22 min 55 s - Kang M. (Jong, Son) — 53 min 30 s - | Arbitrage : Tomasz Radzik Juges de lignes : Tomáš Brejcha et Marc-Henri Progin |
| Tichon           | Gardiens | Jo                                              | | Arbitrage : Tomasz Radzik Juges de lignes : Tomáš Brejcha et Marc-Henri Progin |
| 20 min           | Pénalités | 26 min                                          | | Arbitrage : Tomasz Radzik Juges de lignes : Tomáš Brejcha et Marc-Henri Progin |
| 33               | Tirs | 25                                              | | Arbitrage : Tomasz Radzik Juges de lignes : Tomáš Brejcha et Marc-Henri Progin |

| 24 avril | Islande | 8-1 (2-0, 6-1, 0-0) | Mexique | Sante Fe Ice Rink 758 spectateurs |

| Feuille de match | Feuille de match | Feuille de match                            | Feuille de match                | Feuille de match                                                                |
| ---------------- | --- | ------------------------------------------- | ------------------------------- | ------------------------------------------------------------------------------- |
|                  | Mikaelsson (G. Arason, Sigrunarson) — 7 min 4 s Račanský (G. Arason) — 12 min 36 s - Mikaelsson (Sigrunarson) — 25 min 12 s (SN) Johannesson (G. Arason, Andresson) — 26 min 3 s Orongan — 26 min 29 s Orongan (Sigurðsson) — 28 min 9 s (2 SN) Pålsson (Račanský, Orongan) — 35 min 1 s (SN) Mikaelsson — 39 min 50 s | 1-0 2-0 2-1 3-1 4-1 5-1 6-1 7-1 8-1         | - Majul (Pérez) — 23 min 16 s - | Arbitrage : Tim Tzirtziganis Juges de lignes : Justin Cornell et Lasse Dahlerup |
| Hedström         | Gardiens | de la Garma (40 min) S. de la Vega (20 min) |                                 | Arbitrage : Tim Tzirtziganis Juges de lignes : Justin Cornell et Lasse Dahlerup |
| 12 min           | Pénalités | 22 min                                      |                                 | Arbitrage : Tim Tzirtziganis Juges de lignes : Justin Cornell et Lasse Dahlerup |
| 46               | Tirs | 23                                          |                                 | Arbitrage : Tim Tzirtziganis Juges de lignes : Justin Cornell et Lasse Dahlerup |

| 26 avril | Corée du Nord | 5-8 (3-2, 1-2, 1-4) | Nouvelle-Zélande | Sante Fe Ice Rink 105 spectateurs |

| Feuille de match            | Feuille de match | Feuille de match                                    | Feuille de match | Feuille de match                                                                     |
| --------------------------- | --- | --------------------------------------------------- | --- | ------------------------------------------------------------------------------------ |
|                             | Kang I. (Kim Ku.) — 1 min 20 s Hong C. (Ri S.) — 4 min 27 s Kim H. (Ri C., Kim Kw.) — 7 min - Kim Kw. (Kim H., noteSN) — 31 min 49 s - Ri S. (Kim Ku.) — 41 min 5 s - | 1-0 2-0 3-0 3-1 3-2 3-3 4-3 4-4 5-4 5-5 5-6 5-7 5-8 | - Schneider (Strayer, Polozov) — 13 min 6 s (SN) Strayer (Schneider, Cox) — 16 min 24 s (SN) Schneider (Strayer, Craig) — 20 min 31 s (SN) - Gavoille (Henderson, Challis) — 32 min 18 s - Polozov (Cox, Schneider) — 43 min 40 s Cox (Henderson, Schneider) — 47 min 2 s Amston (Gavoille, Strayer) — 47 min 33 s Eaden (Heyd, Mawson) — 50 min 3 s | Arbitrage : Andrew Thackaberry Juges de lignes : Lasse Dahlerup et Marc-Henri Progin |
| Pak Il (20 min) Jo (40 min) | Gardiens | Mitalas                                             | | Arbitrage : Andrew Thackaberry Juges de lignes : Lasse Dahlerup et Marc-Henri Progin |
| 14 min                      | Pénalités | 10 min                                              | | Arbitrage : Andrew Thackaberry Juges de lignes : Lasse Dahlerup et Marc-Henri Progin |
| 36                          | Tirs | 50                                                  | | Arbitrage : Andrew Thackaberry Juges de lignes : Lasse Dahlerup et Marc-Henri Progin |

| 26 avril | Géorgie | 6-3 (2-3, 2-0, 2-0) | Islande | Sante Fe Ice Rink 170 spectateurs |

| Feuille de match | Feuille de match | Feuille de match                    | Feuille de match | Feuille de match                                                          |
| ---------------- | --- | ----------------------------------- | --- | ------------------------------------------------------------------------- |
|                  | - Kozyulin (Zhuzhunashvili) — 17 min 33 s (SN) Zhuzhunashvili (Kozyulin) — 19 min 36 s (2 SN) Obolgogiani (Zhuzhunashvili) — 22 min 5 s Kurbatov (Obolgogiani) — 33 min 49 s (SN) Obolgogiani (Kurbatov) — 52 min 12 s (IN) Vasilchenko — 56 min 4 s | 0-1 0-2 0-3 1-3 2-3 3-3 4-3 5-3 6-3 | Račanský (Sigurðsson) — 7 min 11 s Račanský (Sigurðsson, Orongan) — 9 min 20 s Orongan (Račanský, Pålsson) — 11 min 7 s (SN) - | Arbitrage : Tomasz Radzik Juges de lignes : Justin Cornell et Sem Ramírez |
| Ilyenko          | Gardiens | Hedström                            | | Arbitrage : Tomasz Radzik Juges de lignes : Justin Cornell et Sem Ramírez |
| 16 min           | Pénalités | 10 min                              | | Arbitrage : Tomasz Radzik Juges de lignes : Justin Cornell et Sem Ramírez |
| 22               | Tirs | 42                                  | | Arbitrage : Tomasz Radzik Juges de lignes : Justin Cornell et Sem Ramírez |

| 26 avril | Mexique | 4-5 (pr) (3-1, 0-3, 1-0, 0-1) | Israël | Sante Fe Ice Rink 794 spectateurs |

| Feuille de match | Feuille de match | Feuille de match                    | Feuille de match | Feuille de match                                                       |
| ---------------- | --- | ----------------------------------- | --- | ---------------------------------------------------------------------- |
|                  | Majul (Sierra) — 14 s - Gómez (Majul, Sierra) — 14 min 26 s Cruz (Ugarte, noteSN) — 18 min 56 s - Gómez (Majul) — 47 min 20 s - | 1-0 1-1 2-1 3-1 3-2 3-3 3-4 4-4 4-5 | - Kozhevnikov (Sherf, Kozevnikov) — 5 min 13 s - Vernyy (Klein, Sherbatov) — 24 min 57 s Klein (Geller, Vernyy) — 28 min 56 s Sherbatov (Kozhevnikov) — 30 min 45 s - Frenkel (Kozhevnikov, Kozevnikov) — 62 min 56 s (SN) | Arbitrage : Benas Jakšys Juges de lignes : Anže Bergant et Sergio Biec |
| de la Garma      | Gardiens | Tichon                              | | Arbitrage : Benas Jakšys Juges de lignes : Anže Bergant et Sergio Biec |
| 12 min           | Pénalités | 10 min                              | | Arbitrage : Benas Jakšys Juges de lignes : Anže Bergant et Sergio Biec |
| 26               | Tirs | 37                                  | | Arbitrage : Benas Jakšys Juges de lignes : Anže Bergant et Sergio Biec |

| 27 avril | Israël | 7-3 (2-1, 4-0, 1-2) | Géorgie | Sante Fe Ice Rink 85 spectateurs |

| Feuille de match | Feuille de match | Feuille de match                        | Feuille de match | Feuille de match                                                            |
| ---------------- | --- | --------------------------------------- | --- | --------------------------------------------------------------------------- |
|                  | - Frenkel (Spivak, Sherbatov) — 14 min 58 s Frenkel (Kozhevnikov, Sherbatov) — 16 min 30 s Sherbatov (Frenkel, Kozhevnikov) — 22 min 13 s Mazour (R. Aharonovich, Halpert) — 22 min 36 s Sherbatov (Kozhevnikov, Spivak) — 34 min 35 s Klein (Sherbatov, Kozhevnikov) — 36 min 17 s (SN) - Vernyy (Sherbatov) — 58 min 3 s (IN + CV) | 0-1 1-1 2-1 3-1 4-1 5-1 6-1 6-2 6-3 7-3 | Vasilchenko (Obolgogiani, Kurbatov) — 11 min 26 s (SN) - Kochkin (Kurbatov) — 41 min 25 s Vasilchenko (Obolgogiani, Zhuzhunashvili) — 47 min 12 s - | Arbitrage : Benas Jakšys Juges de lignes : Marc-Henri Progin et Sem Ramírez |
| Tichon           | Gardiens | Ilyenko                                 | | Arbitrage : Benas Jakšys Juges de lignes : Marc-Henri Progin et Sem Ramírez |
| 10 min           | Pénalités | 12 min                                  | | Arbitrage : Benas Jakšys Juges de lignes : Marc-Henri Progin et Sem Ramírez |
| 28               | Tirs | 32                                      | | Arbitrage : Benas Jakšys Juges de lignes : Marc-Henri Progin et Sem Ramírez |

| 27 avril | Islande | 4-2 (2-0, 2-0, 0-2) | Nouvelle-Zélande | Sante Fe Ice Rink 198 spectateurs |

| Feuille de match | Feuille de match | Feuille de match        | Feuille de match                                                              | Feuille de match                                                               |
| ---------------- | --- | ----------------------- | ----------------------------------------------------------------------------- | ------------------------------------------------------------------------------ |
|                  | Andresson (Gudnason) — 9 min 35 s Račanský (Orongan, Blondal) — 10 min 35 s Mikaelsson (Leifsson, Thorsteinsson) — 20 min 53 s Johannesson (Knutsson) — 26 min 51 s - | 1-0 2-0 3-0 4-0 4-1 4-2 | - Cox (Polozov, Lee) — 44 min 36 s (SN) Schneider (Amston) — 59 min 22 s (JS) | Arbitrage : Tim Tzirtziganis Juges de lignes : Tomáš Brejcha et Justin Cornell |
| Sigurbergsson    | Gardiens | Parry                   |                                                                               | Arbitrage : Tim Tzirtziganis Juges de lignes : Tomáš Brejcha et Justin Cornell |
| 12 min           | Pénalités | 4 min                   |                                                                               | Arbitrage : Tim Tzirtziganis Juges de lignes : Tomáš Brejcha et Justin Cornell |
| 39               | Tirs | 23                      |                                                                               | Arbitrage : Tim Tzirtziganis Juges de lignes : Tomáš Brejcha et Justin Cornell |

| 27 avril | Corée du Nord | 2-8 (1-4, 0-1, 1-3) | Mexique | Sante Fe Ice Rink 752 spectateurs |

| Feuille de match | Feuille de match                                              | Feuille de match                        | Feuille de match | Feuille de match                                                                |
| ---------------- | ------------------------------------------------------------- | --------------------------------------- | --- | ------------------------------------------------------------------------------- |
|                  | - Kim H. (Kang I.) — 12 min 13 s (2 SN) - Ri S. — 57 min 31 s | 0-1 0-2 0-3 1-3 1-4 1-5 1-6 1-7 1-8 2-8 | Majul (L. de la Vega) — 1 min 56 s Kelo (Sierra) — 2 min 58 s (IN) Smithers (Ugarte, Chavez) — 9 min 46 s (SN) - Majul (Colas, Gómez) — 13 min 6 s Carrero (Cruz) — 37 min 57 s Benabib (Smithers, Duenas) — 43 min 19 s Gómez (Ugarte) — 45 min 57 s (SN) Chavez (Smithers, Gómez) — 56 min 38 s (SN) - | Arbitrage : Andrew Thackaberry Juges de lignes : Anže Bergant et Lasse Dahlerup |
| Jo               | Gardiens                                                      | de la Garma                             | | Arbitrage : Andrew Thackaberry Juges de lignes : Anže Bergant et Lasse Dahlerup |
| 46 min           | Pénalités                                                     | 16 min                                  | | Arbitrage : Andrew Thackaberry Juges de lignes : Anže Bergant et Lasse Dahlerup |
| 1                | Tirs                                                          | 41                                      | | Arbitrage : Andrew Thackaberry Juges de lignes : Anže Bergant et Lasse Dahlerup |

## Classement
| Clt   | Équipe           | PJ | V | VP | D | DP | BP | BC | Diff | Pts |
| ----- | ---------------- | -- | - | -- | - | -- | -- | -- | ---- | --- |
| +001, | Israël           | 5  | 4 | 1  | 0 | 0  | 32 | 16 | +16  | 14  |
| +002, | Islande (R)      | 5  | 3 | 0  | 2 | 0  | 26 | 15 | +11  | 9   |
| +003, | Nouvelle-Zélande | 5  | 3 | 0  | 2 | 0  | 26 | 18 | +8   | 9   |
| +004, | Géorgie (P)      | 5  | 2 | 0  | 3 | 0  | 18 | 27 | -9   | 6   |
| +005, | Mexique          | 5  | 1 | 0  | 3 | 1  | 17 | 25 | -8   | 4   |
| +006, | Corée du Nord    | 5  | 1 | 0  | 4 | 0  | 19 | 37 | -18  | 3   |

- Promu en Division IIA en 2020
- Relégué en Division III en 2020

Pour les significations des abréviations, voir statistiques du hockey sur glace.

## Récompenses individuelles
Équipe type IIHF :
- Meilleur gardien : Dennis Hedström (Islande)
- Meilleur défenseur : Stefan Amston (Nouvelle-Zélande)
- Meilleur attaquant : Eliezer Sherbatov (Israël)

## Statistiques individuelles
Pour les significations des abréviations, voir statistiques du hockey sur glace.
| Clt | Joueur             | Équipe           | PJ | B | A | Pts | Pun | +/- |
| --- | ------------------ | ---------------- | -- | - | - | --- | --- | --- |
| 1   | Eliezer Sherbatov  | Israël           | 5  | 7 | 8 | 15  | 0   | +9  |
| 2   | Evgeni Kozhevnikov | Israël           | 5  | 5 | 9 | 14  | 12  | +6  |
| 3   | Sergei Frenkel     | Israël           | 5  | 6 | 5 | 11  | 8   | +7  |
| 4   | Matthew Schneider  | Nouvelle-Zélande | 5  | 5 | 5 | 10  | 2   | 0   |
| 5   | Hector Majul       | Mexique          | 5  | 6 | 3 | 9   | 4   | +3  |
| 6   | Hong Chun-rim      | Corée du Nord    | 5  | 6 | 2 | 8   | 2   | -12 |
| 6   | Miloslav Račanský  | Islande          | 5  | 6 | 2 | 8   | 16  | +5  |
| 8   | Axel Orongan       | Islande          | 5  | 3 | 5 | 8   | 4   | +4  |
| 8   | Róbert Sigurðsson  | Islande          | 5  | 3 | 5 | 8   | 2   | +7  |
| 10  | Oliver Obolgogiani | Géorgie          | 5  | 3 | 6 | 8   | 8   | +1  |

| Clt | Joueur             | Équipe           | PJ | Min          | BC | Moy  | %Arr  | Bl |
| --- | ------------------ | ---------------- | -- | ------------ | -- | ---- | ----- | -- |
| 1   | Richard Perry      | Nouvelle-Zélande | 4  | 239 min 8 s  | 12 | 3,01 | 90,84 | 0  |
| 2   | Nir Tichon         | Israël           | 5  | 302 min 56 s | 16 | 3,17 | 89,04 | 0  |
| 3   | Dennis Hedström    | Islande          | 4  | 235 min 17 s | 11 | 2,81 | 88,66 | 1  |
| 4   | Andrey Ilyenko     | Géorgie          | 5  | 298 min 44 s | 26 | 5,22 | 85,71 | 0  |
| 5   | Andres de la Garma | Mexique          | 5  | 261 min 51 s | 25 | 5,73 | 84,08 | 0  |
| 6   | Jo Kwang-su        | Corée du Nord    | 5  | 237 min 20 s | 28 | 7,08 | 82,61 | 0  |

Nota : seuls sont classés les gardiens ayant joué au minimum 40 % du temps de jeu de leur équipe.